# Pasquale Calabrese
Pasquale Calabrese geb. 27. Februar 1961 in Neapel ist ein italienischer  Universitätsprofessor für klinische Neurowissenschaften an der Universität Basel, Fakultät für Psychologie, Abteilung für molekulare und kognitive Neurowissenschaften. Er ist Hirnforscher, experimenteller Neurologe und medizinischer Neuropsychologe.

## Leben
Calabrese studierte von 1983 bis 1989 Psychologie, Medizin, Biologie und Philosophie an den Universitäten Universität Konstanz, Zürich, Ruhr-Universität-Bochum und Bielefeld. 1991 erhielt er an der Universität Konstanz das Diplom in Psychologie. 1997 wurde er im Hauptfach klinische Neuropsychologie und Nebenfach klinische Neurologie zum Dr. rer. nat. promoviert. 1999 erfolgte die Approbation als Psychotherapeut (KVT) und die Eintragung ins Ärztebuch der Ärztekammer Westfalen-Lippe. Im selben Jahr erfolgte die Ernennung zum Gastprofessor in Neurowissenschaften am International Institute of Genetics and Biophysics (IIGB) der italienischen Forschungsgemeinschaft. 2004 wurde Calabrese an der Medizinischen Fakultät der Universität-Bochum habilitiert und erhielt die Venia Legendi im Fach Experimentelle Neurologie und medizinische Neuropsychologie.
Von 1991 bis 2008 war er Leiter der Abteilung für Neuropsychologie und Verhaltensneurologie sowie Direktor der Memory Clinic an der Universitätsklinik Bochum-Langendreer. Ab 2010 wirkte er in gleicher Position am Neurozentrum Südschweiz, Lugano.
Seit 2011 ist er Titularprofessor für klinische Neurowissenschaften an der Universität Basel, wo er seit 2013 Leiter der Arbeitsgruppe Neuropsychologie und Verhaltensneurologie an der Abteilung molekulare und kognitive Neurowissenschaften sowie Leiter des neuropsychologischen Bereiches am MS-Zentrums des Universitätsspitals ist.

## Klinisch-wissenschaftliches Wirken
Calabreses klinische Forschungstätigkeit umfasst die neurobiologischen Grundlagen sowie die verhaltensneurologische und neuropsychologische Diagnostik von neuropsychiatrischen Patienten. Neben Gruppenstudien verfolgt er bei seinen klinischen Einzelfallstudien und Essays einen idiographisch-konstruktivistisch-neuroevolutiven Ansatz.
Als langjähriger Mitarbeiter von Hans J. Markowitsch war er wesentlich an den grundlegenden klinischen Studien zur Erforschung der funktionell-neuroanatomischen und neuropsychologischen Besonderheiten der retrograden Amnesien nach Hirnschädigung beteiligt.
Darüber hinaus gehören die systematische Erfassung und Dokumentation von kognitiven Funktionsstörungen bei Patienten mit Parkinson-Syndrom, die Grundlagen und Muster der Kognitionsstörungen bei Patienten mit Multipler Sklerose und anderen neuropsychiatrischen Erkrankungen sowie die stressbedingten Funktionsstörungen zu seinem klinischen Forschungsgebiet. Calabrese ist Mitentwickler neuropsychologischer Screening-Verfahren und Testbatterien, die Anwendung in der klinischen Praxis gefunden haben. Dazu gehören DemTect zur Untersuchung von Patienten mit Demenzen in der klinischen Praxis, MUSIC, zur Erfassung des kognitiven Kerndefizits bei multipler Sklerose, PANDA zur Untersuchung und Erfassung von Kognitionsstörungen bei Morbus Parkinson, sowie die Übersetzung und Validierung der Deutschen Fassung der revidierten Wechsler-Memory-Scale (WMS-R) zur Erfassung von Gedächtnisstörungen bei Hirngeschädigten
Das neuropsychologisch-verhaltensneurologische Monitoring von Patienten mit Hirntumoren während der Wachkraniotomie sowie die gutachterliche Erfassung und Einschätzung von schädigungsbedingten Verhaltensänderungen gehören ebenfalls zu seinem klinischen Spezialgebiet.
Im Rahmen seiner psychotherapeutischen Tätigkeit hat Calabrese die Methode des „mind-posings“ entwickelt, die er im Rahmen von Seminaren und Workshops lehrt.

## Auszeichnungen
- September 2004 Lundbeck-Institute Teaching Award in neuropsychology and neuropsychometry of Old-Age-Psychiatry anlässlich der 8. Internat. Tagung der European Society of Neurological Sciences, Paris.
- Juli 2006 Lundbeck-Institute Science Award in neurology and psychiatry anlässlich der International Conference on Alzheimer´s Disease (ICAD), Madrid.
- November 2008 Preis des FoRUM-Beirates der Ruhr-Universität Bochum (medizinische Fakultät), Thema: „Gedächtnisstörungen bei Thalamusinfarkten“
- Juli 2011 Deutscher Hirnforschungspreis in der Geriatrie (gemeinsam mit E. Kalbe u. J. Kessler, MPI für neurolog. Forschung, Köln) für das Thema „Neuropsychologische Diagnostik der Demenz“[20]

## Mitgliedschaft in wissenschaftlichen und berufsständischen Vertretungen
- Seit 2013 Präsident des Fachausschusses ”Neuropsychologie und Psychotherapie bei Multipler Sklerose” (in Kooperation mit der Schweizerischen Multiple Sklerose Gesellschaft (SMSG))
- Mitglied des wissenschaftlichen Beirates der German Society of Anti Aging and Preventive Medicine (GSAAM)
- Gründungsmitglied und executive member des Communication Committee der European Academy of Neurology (EAN)
- Seit 2013 Mitglied des wissenschaftlichen Beirats und Mitglied des Fachausschusses des MS-Registers

## Publikationen
- Calabrese Publikationsliste PubMed